# (160091) 2000 OL67
(160091) 2000 OL67, também escrito como (160091) 2000 OL67, é um objeto transnetuniano (TNO) que está localizado no cinturão de Kuiper, uma região do Sistema Solar. Ele é classificado como um cubewano. O mesmo possui uma magnitude absoluta (H) de 6,8 e, tem um diâmetro com cerca de 153 km, por isso existem poucas chances que possa ser classificado como um planeta anão, devido ao seu tamanho relativamente pequeno. Este corpo celeste é um sistema binário, o outro componente, o S/2008 (160091) 1, possui um diâmetro estimado em cerca de 116 km.

## Descoberta
(160091) 2000 OL67 foi descoberto no dia 29 de julho de 2000 por Marc W. Buie.

## Órbita
A órbita de (160091) 2000 OL67 tem uma excentricidade de 0.107, possui um semieixo maior de 45,332 UA e um período orbital de cerca de 305 anos. O seu periélio leva o mesmo a uma distância de 40,35 UA em relação ao Sol e seu afélio a 50,314 UA.